# Gilia clokeyi
Gilia clokeyi là một loài thực vật có hoa trong họ Polemoniaceae. Loài này được H.Mason mô tả khoa học đầu tiên năm 1942.